# Nemzeti Megújulás (Chile)
A Nemzeti Megújulás egy chilei liberális konzervatív politikai párt, amely tagja a Gyerünk Chile! jobbközép és jobboldali pártokat magába foglaló koalíciónak. Sebastián Piñera, Chile 2018-2022 közötti elnöke is tagja a pártnak.

## Történelem
1987-ben alapult a párt 3 jobboldali párt egyesülésével: Nemzeti Unió Mozgalma, Nemzeti Munkásfront és a Független Demokrata Unió pártokkal, akik úgy döntöttek, hogy közös listán indulnak az 1988-as chilei népszavazáson, amivel a chileieknek arról kellett szavazni, hogy maradjon-e hatalomban továbbra is Augusto Pinochet, a pártok az "igen" vagyis Pinochet hatalomban maradása mellett kampányoltak. Végül a "nem"-ek győztek, így Pinochet hatalma véget ért, 1988. decemberében ismét engedélyezték a politikai pártok alapítását, az első párt amely engedélyt kapott a Nemzeti Megújulás volt, eleinte 351 tagja volt, majd év végére több miont 61 ezer tagja lett a pártnak. Andrés Allamand vezette a pártot és a céljuk az volt, hogy a rendszerváltás békés keretek között zajlódjon le Chilében.
1989-ben a koalíció Hernán Büchit támogatta az elnökválasztáston, amit végül a demokratikus, balközép pártok Koncentráció koalíció által támogatott Patricio Aylwin nyert meg. Az 1993-as, 1999-es és 2005-ös választásokat is elvesztette a párt jelöltje. A 2009-es elnökválasztáston Sebastián Piñera volt a jelölt, aki megnyerte a választást.

## Ideológia
A párt jobboldali liberális szellemiségű. Kezdetek óta kiáll a demokratikus értékek mellett valamint köztársaságpártiak.  Gazdasági kérdésekben a gazdasági liberalizmust képviselik: a magántulajdon védelmét, a vállalkozások szabadságát, az esélyegyenlőséget tartják fontosnak valamint hogy az állam ne avatkozzon bele a gazdaság működésébe. Emellett a pártban Pinochet-szimpatizáns politikusok is megtalálhatóak, akik nosztalgiával gondolnak a katonai diktatúrára. Valamint egyes tagjaik újra bevezetnék a halálbüntetést és betiltatnák az abortuszt.
Társadalmi kérdésekben alapvetően szociálkonzervatív álláspontot képviselnek: a családot tartják a társadalom alapjának. Ellenzik az abortuszt és az azonos nemű párok házasságát. Utóbbi ügyben levő Kongresszusi szavazáson 2021-ben mind a képviselőházi, mind a szenátusi szavazáson egyedüli pártként leszavazták a melegházasságot lehetővé tevő törvényt.

## Választási eredmények

### Elnökválasztás
| Választási év | Jelölt                 | I. Forduló       | I. Forduló   | II. Forduló      | II. Forduló  | Eredmény |
| Választási év | Jelölt                 | Szavazatok száma | % Szavazatok | Szavazatok száma | % Szavazatok | Eredmény |
| ------------- | ---------------------- | ---------------- | ------------ | ---------------- | ------------ | -------- |
| 1989          | Hernán Büchi           | 2,052,116        | 29.4%        | N/A              | N/A          | Vereség  |
| 1993          | Arturo Alessandri Besa | 1,703,408        | 24.2%        | N/A              | N/A          | Vereség  |
| 1999 – 2000   | Joaquín Lavín          | 3,352,192        | 47.5%        | 3,495,569        | 48.7%        | Vereség  |
| 2005 – 2006   | Sebastián Piñera       | 1,763,694        | 25.4%        | 3,236,394        | 46.5%        | Vereség  |
| 2009 – 2010   | Sebastián Piñera       | 3,074,164        | 44.1%        | 3,591,182        | 51.6%        | Győzelem |
| 2013          | Evelyn Matthei         | 1,648,481        | 25.1%        | 2,111,891        | 37.8%        | Vereség  |
| 2017          | Sebastián Piñera       | 2,418,540        | 36.6%        | 3,796,918        | 54.5%        | Győzelem |
| 2021          | Sebastián Sichel       | 898,510          | 12.7%        | N/A              | N/A          | Vereség  |